# Liste der Bodendenkmäler in Aletshausen
Auf dieser Seite sind die Bodendenkmäler in der schwäbischen Gemeinde Aletshausen zusammengestellt. Diese Tabelle ist eine Teilliste der Liste der Bodendenkmäler in Bayern. Grundlage ist die Bayerische Denkmalliste, die auf Basis des Bayerischen Denkmalschutzgesetzes vom 1. Oktober 1973 erstmals erstellt wurde und seither durch das Bayerische Landesamt für Denkmalpflege geführt wird. Die folgenden Angaben ersetzen nicht die rechtsverbindliche Auskunft der Denkmalschutzbehörde.

## Bodendenkmäler der Gemeinde Aletshausen

### Bodendenkmäler im Ortsteil Aletshausen
| Lage                                           | Objekt | Akten-Nr.     | Bild           |
| ---------------------------------------------- | --- | ------------- | -------------- |
| Aletshausen Haupeltshofer Strasse 2 (Standort) | Pfarrkirche Heilig Kreuz Mittelalterliche und frühneuzeitliche Befunde im Bereich der Katholischen Pfarrkirche Hl. Kreuz. | D-7-7828-0054 | weitere Bilder |

### Bodendenkmäler im Ortsteil Haupeltshofen
| Lage                                  | Objekt | Akten-Nr.     | Bild           |
| ------------------------------------- | --- | ------------- | -------------- |
| Haupeltshofen Am Käppele 5 (Standort) | Wallfahrtskirche Mariä Heimsuchung Mittelalterliche Vorgängerbauten der Katholischen Wallfahrtskirche Maria Trost (heute: Mariä Heimsuchung), Körpergräber der frühen Neuzeit. | D-7-7828-0030 | weitere Bilder |

### Bodendenkmäler im Ortsteil Waltenhausen
| Lage                    | Objekt                            | Akten-Nr.     | Bild |
| ----------------------- | --------------------------------- | ------------- | ---- |
| Waltenhausen (Standort) | Ringwall des frühen Mittelalters. | D-7-7828-0050 |      |

### Bodendenkmäler im Ortsteil Winzer
| Lage                              | Objekt | Akten-Nr.     | Bild           |
| --------------------------------- | --- | ------------- | -------------- |
| Winzer (Standort)                 | Mittelalterlicher Burgstall.                                                                                 | D-7-7728-0045 |                |
| Winzer (Standort)                 | Abschnittswall vor- und frühgeschichtlicher Zeitstellung.                                                    | D-7-7728-0046 |                |
| Winzer Hauptstrasse 36 (Standort) | Mittelalterliche und frühneuzeitliche Befunde im Bereich der Katholischen Pfarrkirche St. Michael in Winzer. | D-7-7728-0049 | weitere Bilder |